# Наречие (диалектология)
Наре́чие (супрадиале́кт) — крупное подразделение языка, объединяющее группу говоров (и даже диалектов), связанных между собою рядом общих явлений, неизвестных другим наречиям того же языка.
Образование наречий бывает вызвано или существованием крупного областного центра, способствующего объединению части говоров языка, или слиянием в один язык близкородственных самостоятельных языков вследствие политического или культурного объединения народностей, говорящих на этих языках.
В последнем случае языки, ранее самостоятельные, слившиеся в один язык, несмотря на это слияние и возникновение новых объединяющих их особенностей языка, продолжают сохранять и прежние различия между ними, выделяющие каждое из них в особое наречие.
Такого происхождения, например, произошедшее на основе говоров Великого Новгорода северновеликорусское и базирующееся на говорах Курска и Рязани южновеликорусское наречия русского языка по терминологии XIX — начала XX века (южно-русское и северно-русское наречие, по терминологии диалектографов 1930-х годов и современных учебников по диалектологии), верхне- и нижненемецкое наречия немецкого языка.